# Ярусний лов
Ярусний лов — метод промислового рибальства, при якому використовуються сотні або навіть тисячі гачків з наживкою, зібрані в одну лінію («ярус»). Найчастіше рибами, на яких полюють таким чином, є риба-меч, тунець, палтус, тріска чорна та численні інші види. Зазвичай рибалки обмежуються 25 гачками на ярус, хоча для деяких комерційних видів рибальства Берингового моря і Тихого океану використовуються до 2500 гачків в лінії довжиною кілька кілометрів.